# Forsthaus (Bindlach)
Forsthaus ([ˈfɔʁstˌhaʊ̯s] ) ist ein Wohnplatz der Gemeinde Bindlach im Landkreis Bayreuth (Oberfranken, Bayern). Forsthaus liegt in der Gemarkung Euben.

## Geografie
Die Einöde trägt die Haus Nr. 67 des Gemeindeteils Theta. Sie liegt etwas abseits der Kreisstraße BT 14, die nach Theta (0,5 km südlich) bzw. nach Haselhof verläuft (1 km östlich). Eine von der BT 14 abzweigende Gemeindeverbindungsstraße führt nach Obergräfenthal (1 km nördlich).

## Geschichte
Forsthaus gehörte zur Realgemeinde Theta. Gegen Ende des 18. Jahrhunderts bestand Forsthaus aus einem Anwesen. Die Hochgerichtsbarkeit stand dem bayreuthischen Stadtvogteiamt Bayreuth zu. Das Hofkastenamt Bayreuth war Grundherr des Forsthauses.
Von 1797 bis 1810 unterstand der Ort dem Justiz- und Kammeramt Bayreuth. Mit dem Gemeindeedikt wurde Forsthaus dem 1812 gebildeten Steuerdistrikt Ramsenthal und der zugleich gebildeten Ruralgemeinde Theta zugewiesen. Mit dem Gemeindeedikt von 1818 erfolgte die Eingemeindung nach Euben. Am 1. Januar 1978 wurde Forsthaus im Zuge der Gebietsreform in Bayern nach Bindlach eingegliedert.

### Baudenkmäler
- Haus Nr. 67: Ehemaliges Forsthaus

### Einwohnerentwicklung
| Jahr        | 001822 | 001861 |
| Einwohner   | 5      | 16     |
| Wohngebäude | 1      |        |
| Quelle      | [ 4 ]  | [ 6 ]  |

## Religion
Forsthaus ist evangelisch-lutherisch geprägt und nach St. Bartholomäus (Bindlach) gepfarrt.